# Jesús Herrera
Herrera  Alonso est un nom espagnol. Le premier nom de famille, en général paternel, est Herrera ; le second, en général maternel, souvent omis, est Alonso.
Pour les articles homonymes, voir Herrera.
Jesús Herrera Alonso, né le 5 février 1938 à Gijón et mort d'une grave maladie le 20 octobre 1962 à Oviedo, est un footballeur international espagnol. Il est le fils du footballeur Herrerita.

## Biographie
Herrera réalise toute sa carrière comme ailier droit dans les clubs espagnols. Il construit son palmarès au Real Madrid, dont il porte le maillot pendant trois saisons, remportant deux Coupes d'Europe des clubs champions, un Championnat d'Espagne et une Coupe intercontinentale.
Il est sélectionné en équipe d'Espagne pour un match amical face à l'Italie.

## Palmarès
Real Madrid
- Coupe intercontinentale (1)
  - Vainqueur en 1960
- Coupe d'Europe des clubs champions (2)
  - Vainqueur en 1959 et 1960
- Championnat d'Espagne de football (1)
  - Champion en 1961
  - Vice-champion d'Espagne en 1959 et 1960
- Coupe d'Espagne de football
  - Finaliste en 1960 et 1961